# Pacto de Chicoral
El Pacto de Chicoral fue un acuerdo firmado entre el gobierno colombiano de Misael Pastrana, congresistas y terratenientes o latifundistas colombianos, el 9 de enero de 1972 en el centro poblado Chicoral en el municipio de El Espinal (Tolima), con el fin de frenar el intento de reforma agraria promovida en los gobiernos anteriores.

## Antecedentes
El Frente Nacional creado por los partidos liberal y conservador (excluyendo otras fuerzas políticas), como estrategia para repartirse el poder y superar el conflicto que se conoció como La Violencia, que afectó a Colombia de forma sustancial al sobrepasar la población urbana a la rural, por el desplazamiento forzado generado por el conflicto, y el problema de la distribución desigual de las tierras, otra causa de La Violencia y del Conflicto armado interno que persiste en el país.
El gobierno de Alberto Lleras Camargo (1958-1962) intentó impulsar la Reforma agraria en el país creando el Instituto Colombiano de la Reforma Agraria (INCORA) a partir de la Ley 135 de 1961 de Reforma Agraria,  reforzado en el gobierno de  Carlos Lleras Restrepo(1966-1970) por la ley 1 del 26 de enero de 1968, y la creación de la Asociación Nacional de Usuarios Campesinos (ANUC) reconocida por el gobierno con la Resolución 061 de mayo de 1967 y el decreto 755 del 2 de mayo de 1967. Estas instituciones contribuyeron a la redistribución de algunas tierras baldías en varios departamentos del país, generándose invasiones de tierras, y buscaban otorgarle asistencias técnicas y créditos a los campesinos. Este intento de reforma agraria era respaldado por la ANUC, constituida como uno de los movimientos sociales más importantes del siglo XX en Colombia, por lo cual fueron víctimas de violencia por la Fuerza Pública, paramilitares y guerrillas.  Durante el gobierno de Misael Pastrana hubo invasiones de tierra en 316 fincas que generaron conflicto y tensión en varios departamentos. Además se había creado el Consejo Regional Indígena del Cauca (CRIC) en 1971 y se presentó la movilización universitaria de 1971.

## Pacto
Para frenar y revertir el intento de reforma agraria, el gobierno, senadores de los partidos liberal y conservador pactaron con los latifundistas colombianos lo que se conocería como Pacto de Chicoral, que consistió en tres puntos:
1. Responder a la creciente movilización campesina protagonizada por la Asociación Nacional de Usuarios Campesinos (ANUC). 
2. Buscar mayor productividad para aumentar la exportación de productos agrícolas, proyecto integrante de “las cuatro estrategias”, el plan económico diseñado por el economista canadiense Lauchlin Currie.
3. Calmar a los empresarios y grandes propietarios de tierra inquietos por la posibilidad de una expropiación motivada por las leyes de reforma agraria aprobadas en el gobierno de Lleras Restrepo.
Este pacto se vería materializado con la Ley 4 de 1973, que modificó las Leyes 200 de 1936, 135 de 1961 y 1ª de 1968. Se ponía fin a la expropiación de los latifundios, se debilitaba el INCORA disminuyendo el apoyo a pequeños propietarios, y se nombraban funcionarios afines a la nueva política agraria.

## Reacciones y consecuencias
El Pacto de Chicoral generó rechazo entre el movimiento campesino colombiano:

"Lo de Chicoral fue un pacto de de la oligarquía liberal-conservadora en el que los terratenientes reaccionaron con el fin de conservar sus tierras"
Alirio Urrego, miembro de la Unión Patriótica

Con la continuidad de los latifundios se fortalecieron los monocultivos y el narcotráfico en Colombia, de igual manera se incrementó la persecución al movimiento campesino.
Otro intentos por la restitución de tierras es la  Ley 1448 de 2011 de Víctimas, y el decreto Ley 902 de 2017 ambos del gobierno de Juan Manuel Santos (2010-2018) inaugurando un nuevo modelo de reformismo agrario fundamentado en el ordenamiento social de la propiedad por encima del paradigma redistributivo propio de las reformas del siglo XX. A este nuevo modelo de acceso a tierra fundado en la formalización de la propiedad informal se le conoce como la Reforma Rural Integral; la cual hace parte de los Acuerdos de paz entre el gobierno colombiano y las FARC-EP firmados en 2016.